# Yassıkışla, Göynücek
Yassıkışla là một xã thuộc huyện Göynücek, tỉnh Amasya, Thổ Nhĩ Kỳ. Dân số thời điểm năm 2010 là 141 người.